# Công viên ở San Francisco
Danh sách các công viên ở thành phố San Francisco, California, Hoa Kỳ:
- Alamo Square
- The Aquatic Park National Landmark District, part of the San Francisco Maritime National Historical Park
- Balboa Park
- Buena Vista Park
- Corona Heights Park
- Dolores Park
- Glen Canyon Park
- Golden Gate National Recreation Area
- Golden Gate Park
- Golden Gate View Park
- Grand View Park
- Lincoln Park
- Lake Merced
- McLaren Park
- Mountain Lake Park
- The Panhandle
- Pioneer Park, site of Coit Tower.
- The Presidio
- Sigmund Stern Recreation Grove
- South Park
- Sutro Heights Park
- Washington Square Park
- Yerba Buena Gardens